# Càrn Mòr Dearg
Cet article possède un paronyme, voir Càrn Dearg.
Le Càrn Mòr Dearg est le huitième plus haut sommet d'Écosse, avec 1 220 mètres d'altitude. Situé près de Fort William en Écosse, il fait partie des monts Grampians dans les Highlands. Il s'élève au nord-est du Ben Nevis, point culminant des îles Britanniques, avec lequel il est relié par une arête.